# 三岗镇
三岗镇，是中华人民共和国吉林省长春市农安县下辖的一个镇。

## 行政区划
三岗镇下辖以下地区：
三岗村、光荣村、光复村、盛家村、永远村、河西村、固守村、山头村、云昌村、大房村、安乐村、宝泉村、兴隆村和二巨堂村。